# Maidenhead United
Maidenhead United (offiziell: Maidenhead United Football Club) – auch bekannt als The Magpies – ist ein Fußballklub aus der englischen Stadt Maidenhead, Berkshire. Er spielte seit 2017 in der fünftklassigen National League.

## Geschichte
Der 1870 gegründete Klub nahm bereits an der Erstaustragung des FA Cups 1871/72 teil und stand die folgenden drei Jahre jeweils im Viertelfinale des Wettbewerbs. In den folgenden Jahren kam es zu mehreren Beitritten und Zusammenschlüssen, 1885 schloss man sich mit Maidenhead Excelsior zusammen, 1891 traten Maidenhead Temperance und Boyne Hill bei. 1894 war man Gründungsmitglied der Southern League und trat in der Division 2 an. Nach acht Spielzeiten, in denen man sich ausnahmslos unter den letzten drei Mannschaften platziert hatte, verließ man die Liga 1902 um in lokaleren Ligen zu spielen. 1919 schloss man sich mit den Maidenhead Norfolkians zusammen und ein Jahr später erfolgte die Umbenennung in Maidenhead United. Maidenhead blieb auch bei der Professionalisierung des Fußball, wie viele Klubs im Süden Englands, strikter Amateurklub und spielte ab den 1920ern in einigen der prestigeträchtigsten Amateurligen, namentlich der Spartan League, Corinthian League (Gründungsmitglied), Athenian League und der Isthmian League, in der man auch spielte, als die Football Association 1974 die strikte Trennung von Profis und Amateuren aufhob. Während man im FA Cup nach den frühen Teilnahmen erst 1960/61 wieder die erste Hauptrunde erreichte (und diese seither in zwölf Anläufen nicht überstand), stand man 1936 im Halbfinale um den FA Amateur Cup. Das Spiel ging im Londoner Upton Park vor 18.000 Zuschauern mit 0:4 gegen den FC Ilford verloren.
2004 qualifizierte man sich für die neugegründete Conference South, die sechsthöchste Spielklasse im englischen Fußball, der man mit einem Jahr Unterbrechung bis 2017 angehörte. Dann gelang als Staffelmeister der Aufstieg in die fünftklassige National League, die höchste Spielklasse im englischen Non-League football. Die Entwicklung des Klubs seit Mitte der 1990er ist eng mit dem Namen Alan Devonshire verknüpft, der frühere englische Nationalspieler leitete als Trainer die Geschicke des Klubs von 1996 bis 2003 und erneut seit 2015.

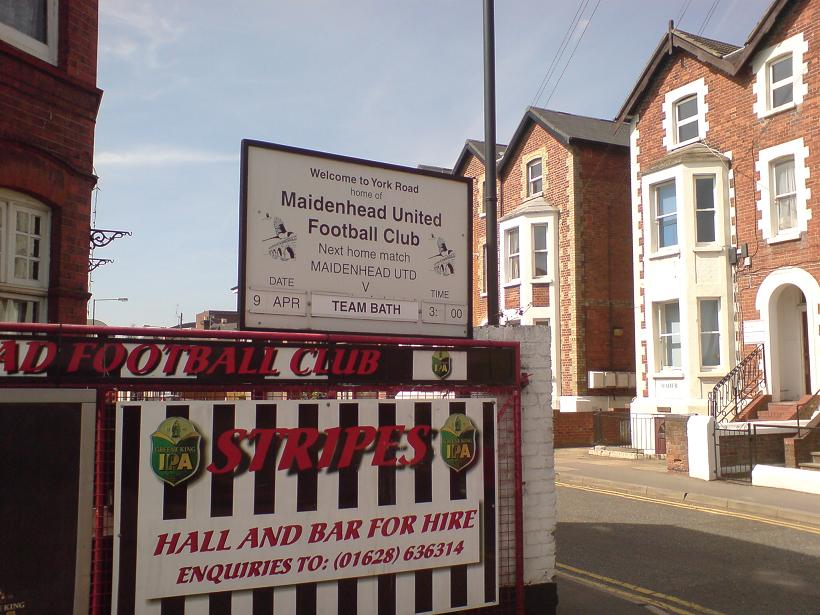
Eingang zur York Road

Maidenhead trägte seine Spiele an der York Road aus, das Gelände wird vom Klub seit 1871 genutzt.

## Ligazugehörigkeit
- 1894–1902: Southern League
- 1902–1904: Berks & Bucks League
- 1902–1907: West Berkshire League
- 1904–1922: Great Western Suburban League
- 1922–1939: Spartan League
- 1939–1945: Great Western Combination
- 1945–1963: Corinthian League
- 1963–1973: Athenian League
- 1973–2004: Isthmian League
- 2004–2006: Conference South
- 2006–2007: Southern League
- 2007–2017: Conference South/National League South
- 2017–2025: National League
- seit 2025: National League South